# Cerkev sv. Ildefonza, Porto
Cerkev sv. Ildefonza (portugalsko Igreja de Santo Ildefonso) je cerkev iz 18. stoletja v Portu na Portugalskem. Cerkev stoji v bližini trga Batalha.
Cerkev, dokončana leta 1739, je bila zgrajena v protobaročnem slogu in ima retabel italijanskega umetnika Nicolaua Nasonija ter fasado iz ploščic azulejo iz leta 1932. Cerkev je poimenovana po Vizigotu Ildefonsu iz Toleda, škofu Toleda od leta 657 do svoje smrti leta 667.

## Zgodovina
Preden so zgradili cerkev svetega Ildefonsa, je na tem mestu stala kapela, znana kot Santo Alifon. Datum njene izgradnje ni znan, vendar več zgodnjih besedil omenja njen obstoj. Najzgodnejša znana omemba mesta in prvotne kapele je v delu portoškega škofa Vicenteja Mendesa iz leta 1296.
Staro kapelo, ki je bila v nevarnosti, da se zruši, so leta 1709 porušili in istega leta so začeli graditi novo cerkev. Gradnja je trajala trideset let, končno pa je bila slovesno odprta in blagoslovljena 18. julija 1739. Prva faza gradnje je bila končana leta 1730, ko je bil dokončan glavni del in postavljen timpanon z datumom M DCC XXX (1730). V drugi gradbeni fazi, od leta 1730 do 1739, sta bila postavljena dva zvonika, dokončana sta bila fasada in narteks.
Arhitekt cerkve sv. Ildefonsa ni znan, čeprav obstajajo zapisi z imeni tesarjev, zidarjev in ključavničarjev, ki so delali na stavbi.
Cerkev, ki je bila obsežno popravljena po hudi nevihti leta 1819, je bila poškodovana tudi zaradi topniškega ognja 21. julija 1833 med obleganjem Porta. Skozi leta je cerkev doživela strukturne spremembe in izboljšave, vključno z zamenjavo vitražev leta 1967. Nova je ustvaril umetnik Isolino Vaz.
Med obnovitvenimi deli narteksa leta 1996, ki ustreza prvotnemu cerkvenemu dvorišču kapele, je bilo odkritih devetnajst grobov.

## Funkcije in uporaba
Cerkev je zgrajena iz granita in ima obliko podolgovatega osmerokotnika z okrasnimi stropi iz mavca. Fasada, prav tako granitna, je pravilna in večinoma preprosta, z dvema zvonikoma in pravokotno vdolbino, kjer stoji lik zavetnika cerkve. Zvoniki vključujejo okrasne vence in zobce. Vsak stolp je okrašen z zidanimi kroglami, kamnitim križem in kovinsko zastavo.
Monolitni obelisk stoji na levi strani cerkve, čeprav je bil prvotno postavljen na stopnicah, ki segajo proti Rua de 31 de Janeiro. Prvotno postavljen tako, da je bil poravnan z zvonikom bližnje cerkve Clérigos, je bil premaknjen na sedanjo lokacijo, ko so leta 1924 spremenili stopnice za trgovine.
Dve pomembni značilnosti cerkve sta retabel in modro-bele ploščice. Umetnik in arhitekt Nicolau Nasoni je oblikoval retabel, ki ga je ustvaril in postavil arhitekt Miguel Francisco da Silva leta 1745.
Približno 11.000 ploščic azulejo pokriva fasado cerkve, ki jih je ustvaril umetnik Jorge Colaço in jih postavil novembra 1932. Ploščice prikazujejo prizore iz življenja svetega Ildefonsa in figurativne podobe iz evangelijev.
Cerkev stoji blizu trga Batalha v Portu, zgodovinskega javnega prostora, večinoma namenjenega pešcem, ki ga obiskujejo turisti. Cerkev vsako leto sprejme veliko obiskovalcev in vsak dan je tam maša.